# Boston Society of Film Critics Awards 2020
La 41ª edizione dei Boston Society of Film Critics Awards si è svolta il 13 dicembre 2020.

## Premi

### Miglior film
- Nomadland, regia di Chloé Zhao
  - 2º classificato: First Cow, regia di Kelly Reichardt

### Miglior attore
- Anthony Hopkins - The Father
  - 2º classificato: Riz Ahmed - Sound of Metal

### Migliore attrice
- Sidney Flanigan - Mai raramente a volte sempre (Never Rarely Sometimes Always)
  - 2ª classificata: Julia Garner - The Assistant

### Miglior attore non protagonista
- Paul Raci - Sound of Metal
  - 2º classificato: Brian Dennehy - Driveways (postumo)

### Migliore attrice non protagonista
- Yoon Yeo-jeong - Minari
  - 2ª classificata: Amanda Seyfried - Mank

### Miglior regista
- Chloé Zhao - Nomadland
  - 2º classificata: Kelly Reichardt - First Cow

### Migliore sceneggiatura
- Charlie Kaufman - Sto pensando di finirla qui (I'm Thinking of Ending Things)
  - 2º classificato: Kelly Reichardt e Jonathan Raymond - First Cow

### Miglior fotografia
- Joshua James Richards - Nomadland
  - 2º classificato: Shabier Kirchner - Lovers Rock

### Miglior montaggio
Premio in memoria di Karen Schmeer:
- Robert Frazen - Sto pensando di finirla qui (I'm Thinking of Ending Things)
  - 2º classificata: Chloé Zhao - Nomadland

### Miglior colonna sonora
- Emile Mosseri - Minari

### Miglior documentario
- Colectiv, regia di Alexander Nanau
  - 2º classificato: The Painter and the Thief, regia di Benjamin Ree

### Miglior film in lingua straniera
Premio in memoria di Jay Carr:
- La Llorona, regia di Jayro Bustamante ·  Guatemala
  - 2º classificato: Nabarvené ptáče, regia di Václav Marhoul ·  Rep. Ceca/ Slovacchia/ Ucraina

### Miglior film d'animazione
- La casa lobo, regia di Cristóbal León e Joaquín Cociña
  - 2º classificato: Wolfwalkers - Il popolo dei lupi (Wolfwalkers), regia di Tomm Moore e Ross Stewart

### Miglior regista esordiente
Premio in memoria di David Brudnoy:
- Florian Zeller - The Father
  - 2º classificata: Autumn de Wilde - Emma

### Miglior cast
- Ma Rainey's Black Bottom
  - 2º classificato: Minari